# Bernina (symaskinstillverkare)
Bernina (tidigare Fritz Gegauf AG) är en schweizisk tillverkare av symaskiner. Bolagets namn kommer från Piz Bernina, ett berg i de Schweiziska Alperna.
Företaget har utvecklat BSR, Bernina StygnRegulator, en teknik som gör att stygnen blir lika långa vid frihandsquiltning. Berninas symaskiner har ett förstoringlas som kan monteras framför nålstången, för människor med nedsatt syn, samt FHS, frihandssystem, som både sänker matarna och höjer syfoten.